# Wanda Roose
Wanda Agnes Reichman-Roose, född 15 september 1882 i Moskva, Kejsardömet Ryssland, död 2 september 1956 i Virum utanför Köpenhamn, var en dansk konstnär.
Hon var dotter till ingenjören och statsrådet Sigismund Reichman och Caroline Le Verrier och från 1907 gift med Aage Roose. Hon studerade konst i Warszawa 1900–1902 och för Christian Krohg vid Académie Colarossi 1903–1906 samt under studieresor till Italien. Hon var tillsammans med sin man bosatt i Filipstad under några år. Hon medverkade i ett flertal danska och internationella utställningar. I Sverige ställde hon ut tillsammans med sin man på Konstnärshuset i Stockholm 1919 och Värmlands museum 1950. Hennes konst består av landskapsmålningar från bland annat det svenska sommarlandskapet utförda som oljemålningar eller träsnitt. Roose finns representerad med grafik vid Kunstmuseets kopparstickssamling i Köpenhamn och Lunds universitets konstmuseum.